# Letnie Mistrzostwa Polski w Kombinacji Norweskiej 1996
Letnie Mistrzostwa Polski w Kombinacji Norweskiej 1996 – 1. w historii zawody letnich mistrzostw Polski w kombinacji norweskiej, rozegrane 12 października 1996 w Zakopanem.
W programie zawodów znalazł się jeden konkurs indywidualny – sprint, w którym zawodnicy rywalizowali na Średniej Krokwi (K-85), a w drugiej części zmagań pokonywali dystans 7,5 kilometra. W zawodach wzięli również udział zawodnicy zagraniczni, którzy jednak, zgodnie z regulaminem, nie otrzymywali medali mistrzostw Polski. Złoty medal zdobył Stefan Habas, który w kategorii open był drugi.

## Wyniki
| M       | Zawodnik              | Klub              | Strata  |
| ------- | --------------------- | ----------------- | ------- |
| 1. (2.) | Stefan Habas          | WKS Zakopane      | +5,5    |
| 2. (3.) | Kazimierz Bafia       | TS Wisła Zakopane | +22,2   |
| 3. (6.) | Krzysztof Mroczkowski | TS Wisła Zakopane | +1:13,0 |

W nawiasach podano miejsce zajęte w zawodach z uwzględnieniem zagranicznych zawodników. Strata do zwycięzcy zawodów w kategorii open (z uwzględnieniem obcokrajowców).